# Бурундийско-руандийские отношения
Бурундийско-руандийские отношения — двусторонние дипломатические отношения между Бурунди и Руандой. Протяжённость государственной границы между странами составляет 290 км.

## История
В 1962 году Бурунди и Руанда обрели независимость от Бельгии. Страны оспаривают принадлежность примерно 2 км² территории в районе холма Сабанервы — сельскохозяйственных земель в долине Рукурази, где река Аканьяру (Каньяру), исторически служившая природной границей между Бурунди и Руандой, изменила русло в южном направлении после проливных дождей в 1965 году. Сохраняются трансграничные конфликты между тутси, хуту и другими этническими группами, а также политическими мятежниками, вооружёнными бандами и различными правительственными силами в районе Великих озёр.
В 1994 году спасаясь от геноцида около 20 000 жителей Руанды бежали в Бурунди. В 2019 году в Руанде проживало 70 059 беженцев из Бурунди, как следствие серьёзного политического кризиса в этой стране.
25 марта 2025 года президент Бурунди Эварист Ндайишимийе сообщил, что располагает данными о подготовке нападения на страну со стороны Руанды.

## Интеграционные процессы
18 июня 2007 года Бурунди и Руанда подписали соглашение о вступлении в Восточноафриканское сообщество, став полноправными членами этой межправительственной организации 1 июля 2007 года. В 2010 году члены Восточноафриканского сообщества (Кения, Танзания, Уганда, Руанда и Бурунди) установили общий торговый режим, а также основали Восточноафриканский монетарный союз. В 2016 году в Восточноафриканское сообщество вступил Южный Судан, а 20 мая 2017 года все страны-участницы одобрили создание политической конфедерации, как промежуточной точки для дальнейшей интеграции в единую Восточноафриканскую Федерацию.

## Дипломатические представительства
- Бурунди имеет посольство в Кигали[6].
- У Руанды имеется посольство в Бужумбуре[7].